# Doppelrolle
Unter einer Doppelrolle versteht man die Darstellung zweier Figuren durch den gleichen Schauspieler.

## Erklärung

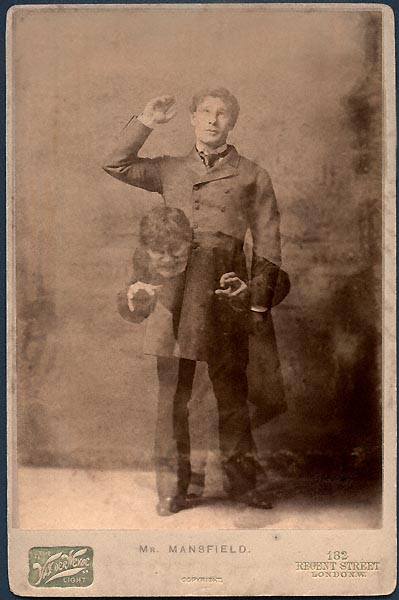
Richard Mansfield in der Doppelrolle als Jekyll und Hyde

Doppelrollen sind auf der Bühne sowie in Film und Fernsehen möglich. Die Handlung dreht sich meist um Zwillinge wie in Das doppelte Lottchen oder um ähnlich aussehende Personen wie in Der Gefangene von Zenda und Der Prinz und der Bettelknabe.
Neben diesen Literaturverfilmungen kommt diese Darstellungsform vor allem in Komödien vor. Dem Schauspieler wird dort die Gelegenheit geboten, sein Können in gegensätzlichen Rollen zu beweisen. Treten die verkörperten Figuren gleichzeitig auf, so sind spezielle Kameraeinstellungen und Spezialeffekte erforderlich.
Als Sonderform gilt, wenn ein Schauspieler einen Charakter in verschiedenen Lebensabschnitten darstellt oder in zwei verschiedenen Wesenszuständen zeigt.

## Gründe
Das Deutsche Theater-Lexikon von 1889 entwirft für das Stichwort Doppel-Rollen-Spiel drei verschiedenen Szenarien. Einmal „bei vom Dichter gezeichneten Doppel-Charakteren, d. h. solchen, welche außer ihrem Grundcharakter, um Zuschauer oder Mitspieler zu täuschen“ einen zweiten, dritten Charakter nach Vorgaben des Dichters darzustellen haben. Zweitens muss ein Schauspieler aus Personalmangel mehrere Personen verkörpern und zuletzt aus „Kunststückliebhaberei“ oder Geltungsbedürfnis, „um Aufsehen zu erregen, spielen oft ohne Noth in einem und demselben Stücke Schauspieler mehrere, für sich bestehende, große Rollen“.

## Film- und Seriendarsteller mit Doppelrollen (Auswahl)
- 1913: Paul Wegener in Der Student von Prag
- 1920: Henny Porten in Kohlhiesels Töchter
- 1931: Fredric March in Dr. Jekyll und Mr. Hyde
- 1935: Boris Karloff in Das schwarze Zimmer
- 1937: Ronald Colman in Der Gefangene von Zenda
- 1940: Charlie Chaplin in Der große Diktator
- 1941: Spencer Tracy in Arzt und Dämon
- 1945: Danny Kaye in Der Wundermann
- 1946: Bette Davis in Die große Lüge
- 1951: Danny Kaye in An der Riviera
- 1952: Stewart Granger in Im Schatten der Krone
- 1953: Hans Albers in Jonny rettet Nebrador
- 1958: Alec Guinness in Der Sündenbock
- 1961: Hayley Mills in Die Vermählung ihrer Eltern geben bekannt
- 1962: Liselotte Pulver in Kohlhiesels Töchter
- 1963: Jerry Lewis in Der verrückte Professor
- 1963: Edward G. Robinson in Der Preis
- 1964: Jean Marais in Fantomas
- 1964: Heinz Rühmann in Vorsicht Mr. Dodd!
- 1964: Dick Van Dyke in Mary Poppins
- 1964: Gary Raymond in Das Verrätertor
- 1965: Jack Lemmon in Das große Rennen rund um die Welt
- 1965: Lee Marvin in Cat Ballou – Hängen sollst du in Wyoming
- 1967: Jean Marais in Fantomas bedroht die Welt
- 1967: Klaus Kinski in Die blaue Hand
- 1969: Uschi Glas in Hilfe, ich liebe Zwillinge!
- 1970: Theo Lingen in Wir hau’n die Pauker in die Pfanne
- 1975: Hannelore Elsner in Berlinger
- 1977: Mark Lester in Der Prinz und der Bettler
- 1977: Jean-Paul Belmondo in Ein irrer Typ
- 1980: Peter Sellers in Das boshafte Spiel des Dr. Fu Man Chu
- 1982: Romy Schneider in Die Spaziergängerin von Sans-Souci
- 1984: Dieter Hallervorden in Didi – Der Doppelgänger
- 1984: Terence Hill in Vier Fäuste gegen Rio
- 1984: Bud Spencer in Vier Fäuste gegen Rio
- 1987: Mel Brooks in Mel Brooks’ Spaceballs
- 1988: Jeremy Irons in Die Unzertrennlichen
- 1988: Bette Midler in Zwei mal Zwei
- 1988: Lily Tomlin in Zwei mal Zwei
- 1989: Michael J. Fox in Zurück in die Zukunft II
- 1990: Michael J. Fox in Zurück in die Zukunft III
- 1991: John Candy in Valkenvania – Die wunderbare Welt des Wahnsinns
- 1991: Jean-Claude Van Damme in Geballte Ladung – Double Impact
- 1993: Kevin Kline in Dave
- 1993: Mike Myers in Liebling, hältst Du mal die Axt?
- 1996: Eddie Murphy in Der verrückte Professor
- 1996: Jack Nicholson in Mars Attacks!
- 1997: Kevin Kline in Wilde Kreaturen
- 1997: Mike Myers in Austin Powers – Das Schärfste, was Ihre Majestät zu bieten hat
- 1998: Lindsay Lohan in Ein Zwilling kommt selten allein
- 1998: Leonardo DiCaprio in Der Mann in der eisernen Maske
- 1999: Kevin Kline in Wild Wild West
- 1999: Eddie Murphy in Bowfingers große Nummer
- 2000: Eddie Murphy in Familie Klumps und der verrückte Professor
- 2002: Nicolas Cage in Adaption – Der Orchideen-Dieb
- 2005: Ewan McGregor und Scarlett Johansson in Die Insel
- 2006: Hugh Jackman und Christian Bale in Prestige – Die Meister der Magie
- 2011: Adam Sandler in Jack und Jill
- 2013–2017: Dove Cameron in Liv und Maddie
- 2015: Tom Hardy in Legend
- 2016: Jake Gyllenhaal in Nocturnal Animals
- 2017: Michael Fassbender in Alien: Covenant
- 2017: Hugh Jackman in Logan – The Wolverine
- 2018: Vanessa Hudgens in Prinzessinnentausch
- 2024: Amandla Stenberg in The Acolyte